# Lasiorhynchites olivaceus
Lasiorhynchites olivaceus är en skalbaggsart som först beskrevs av Leonard Gyllenhaal 1833.  Lasiorhynchites olivaceus ingår i släktet Lasiorhynchites, och familjen rullvivlar. Arten är reproducerande i Sverige.